# Willem Wiegmans

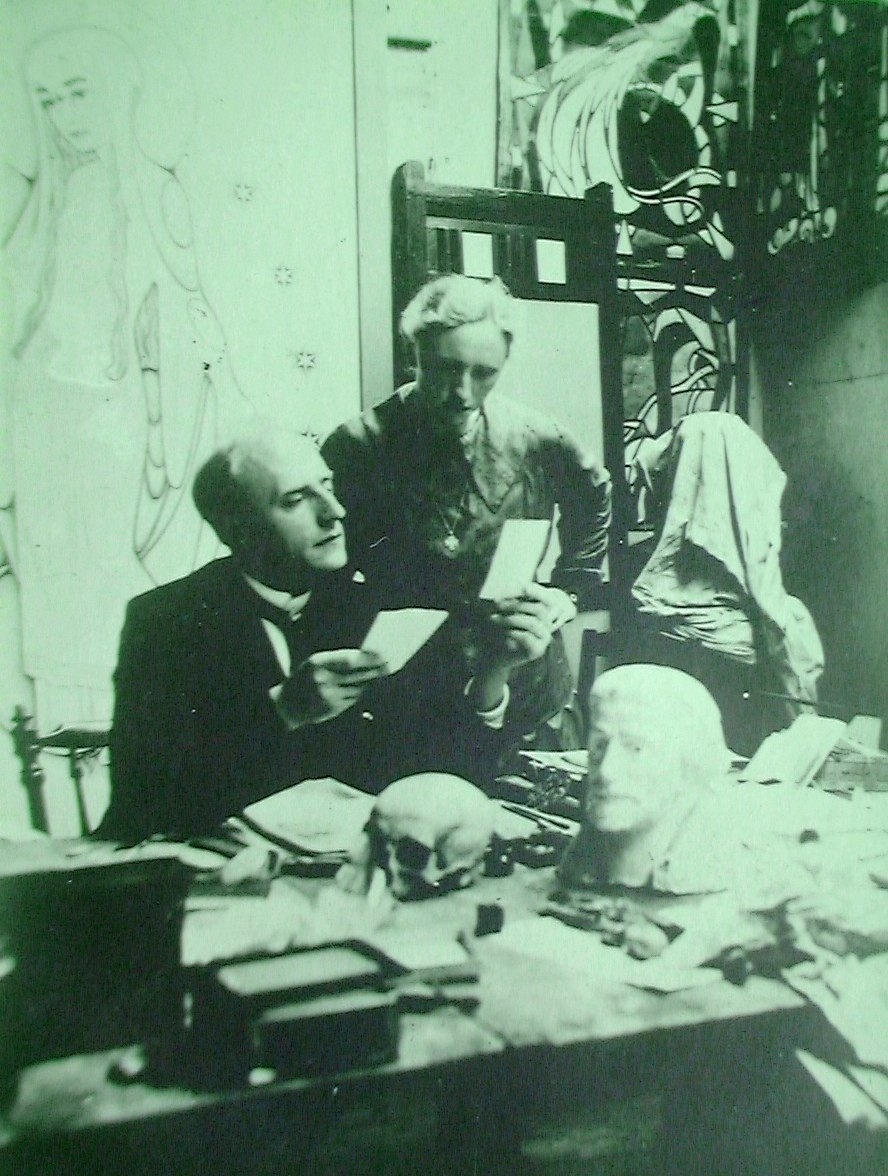
Willem Wiegmans in zijn atelier, met zijn zus Rie in 1936.

Willem Leendert Wiegmans (Amsterdam 28 oktober 1892 - Utrecht, 13 juli 1942) was een Nederlands kunstschilder, tekenaar, illustrator, glazenier, beeldhouwer, naaldkunstenaar en edelsmid.
Wiegmans studeerde aan de Rijksacademie voor Beeldende Kunsten en werkte enige jaren bij verschillende kunstenaars. Rond 1914 begon hij als reclametekenaar bij verschillende modezaken in Amsterdam. Daarnaast kreeg hij opdrachten voor portretten, boekillustraties, landschappen en stillevens.
Toen hij rond 1916 tot het katholicisme was overgegaan, vond hij dat hij zijn talenten in dienst moest stellen van God en de Kerk. Na zijn eerste opdrachten voor enkele kerken en kloosters, vestigde hij zich met zijn gezin in Rijsenburg, waar hij zich aandiende als 'Kerkelijk Sierkunstenaar'. Van die tijd af is religieus werk hoofdzaak voor hem geweest, hoewel hij daarnaast – om den brode – nog steeds niet-religieuze opdrachten aanvaardde.

## Opleiding en vorming

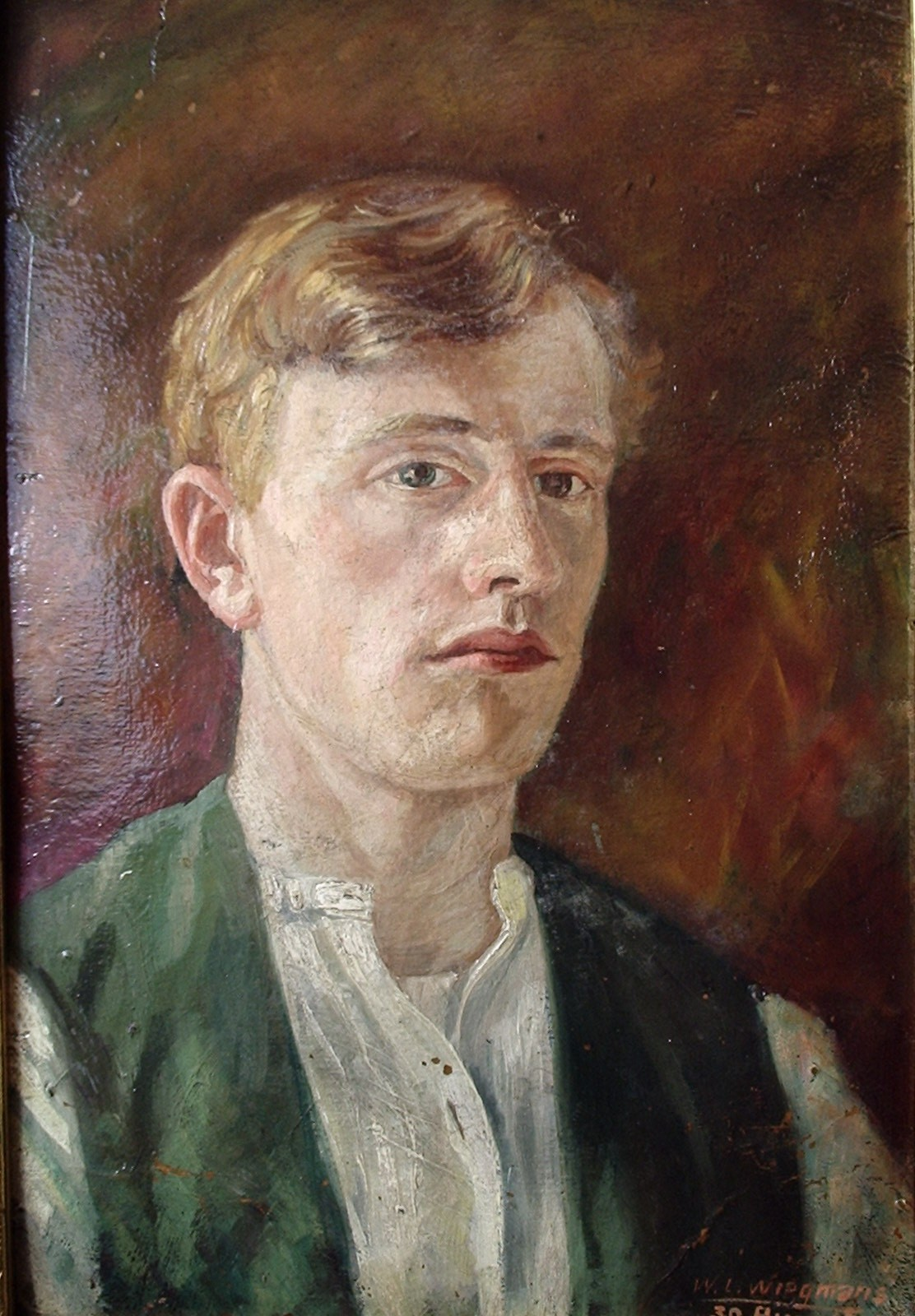
Willem Wiegmans, zelfportret, 1912

Van ongeveer 1908 tot 1914 werkte Willem Wiegmans als leerling bij verschillende kunstenaars of ateliers:
- de Wed. C. Lindenaar en Vlugt, atelier voor glas in lood, glas-etsen, koperwerk en mozaïek,
- André Vlaanderen, kunstschilder en ex-tekenleraar aan de Tekenschool voor Kunstambachten,
- Johan Dokkers, glazenier.

In 1913 deed hij toelatingsexamen tot de 'Avondteekenklas' van de Rijksacademie te Amsterdam voor het cursusjaar 1913 - 1914 en het cursusjaar 'teekenklas naar het leven' 1914 - 1915. Deze opleiding kon hij combineren met zijn militaire dienst tijdens de mobilisatie.
Van 1917 tot 1918 volgde weer een cursusjaar 'Teekenen naar het leven'.
In 1918 werd hij ingeschreven bij A.J. Derkinderen in de dagopleiding van de Rijksacademie: 1918 - 1919 1ste schilderklasse en 1919 - 1920 2de schilderklasse.
Het jaar daarna, 1920 - 1921, bezocht hij uitsluitend de colleges (onder andere compositie) van Prof. Veth en Prof. Roland Holst.
Na deze veelzijdige opleiding en vorming was Wiegmans in staat zeer uiteenlopende opdrachten uit te voeren in welhaast alle denkbare technieken.

## Oeuvre
In zijn betrekkelijk korte leven heeft Willem Wiegmans een groot en gevarieerd oeuvre nagelaten. Religieuze werken zijn daarbij veruit in de meerderheid.
Het oeuvre is in een aantal groepen te verdelen:

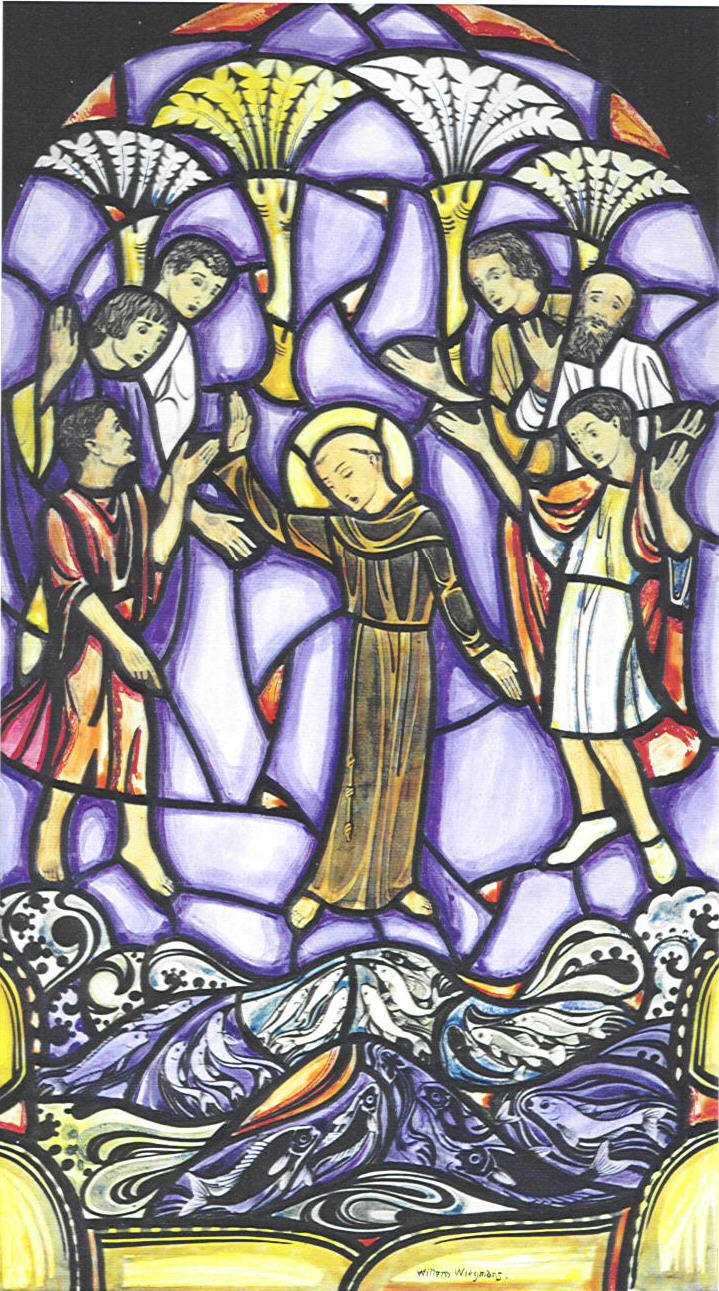
Glas-in-loodraam in Antoniuskapel van de St. Aloysiuskerk in Utrecht, 1935

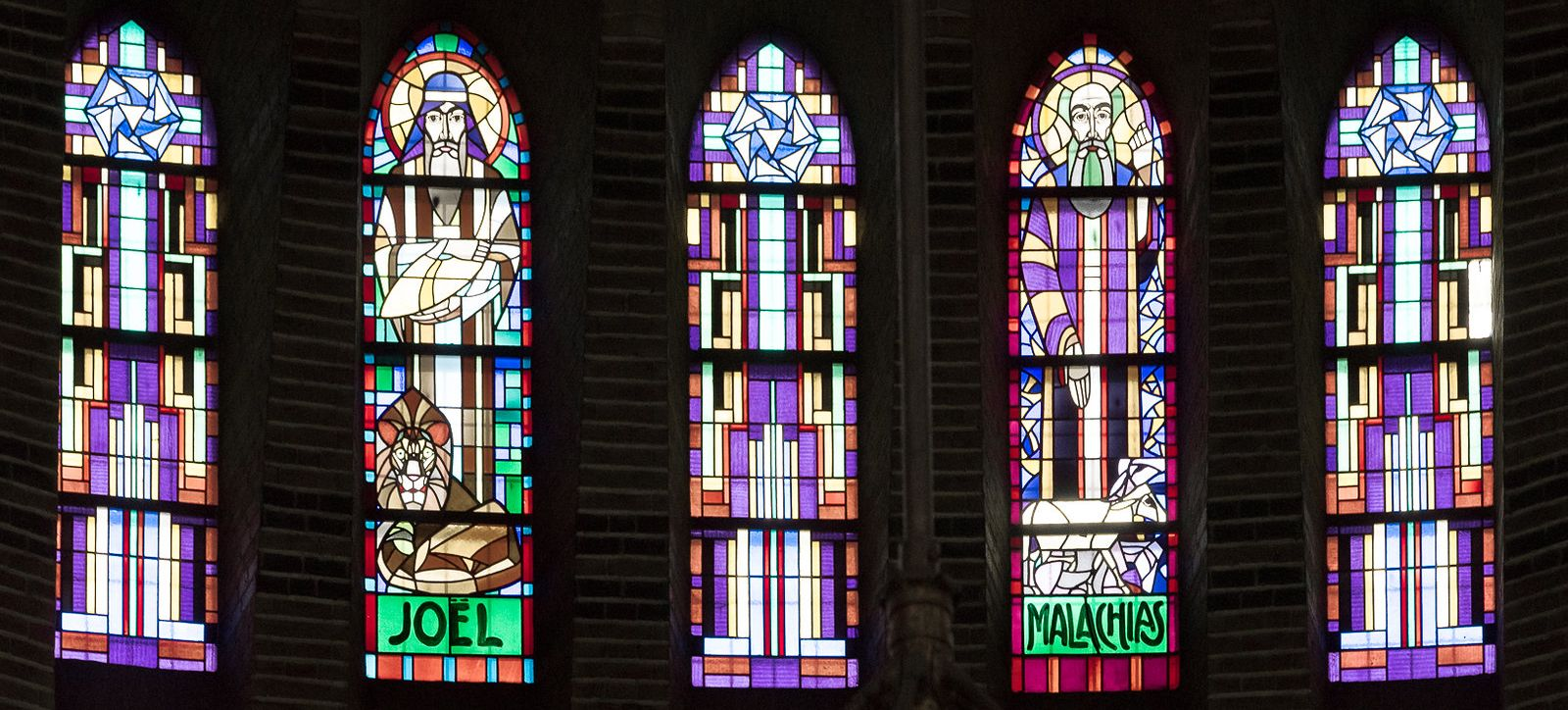
Glas-in-loodramen in Sint Jan Waalwijk; de profeten Joël en Malachias

- Glas in lood, gebrandschilderde ramen:
  - Sint-Jan de Doperkerk Waalwijk 1925, 1926: o.a. de 4 grote en 12 kleine profeten (totaal 38 ramen).
  - Ursulinenklooster Bergen NH 1925
  - St.Jozefkerk Hillegom 1927, 1929, 1937
  - Julianaklooster Heilo 1933
  - Kerk St.Petrus'Banden Rijsenburg 1934, 1936, 1937
  - Kl.Seminarie Apeldoorn (nu Politie-instituut) 1935, 1936

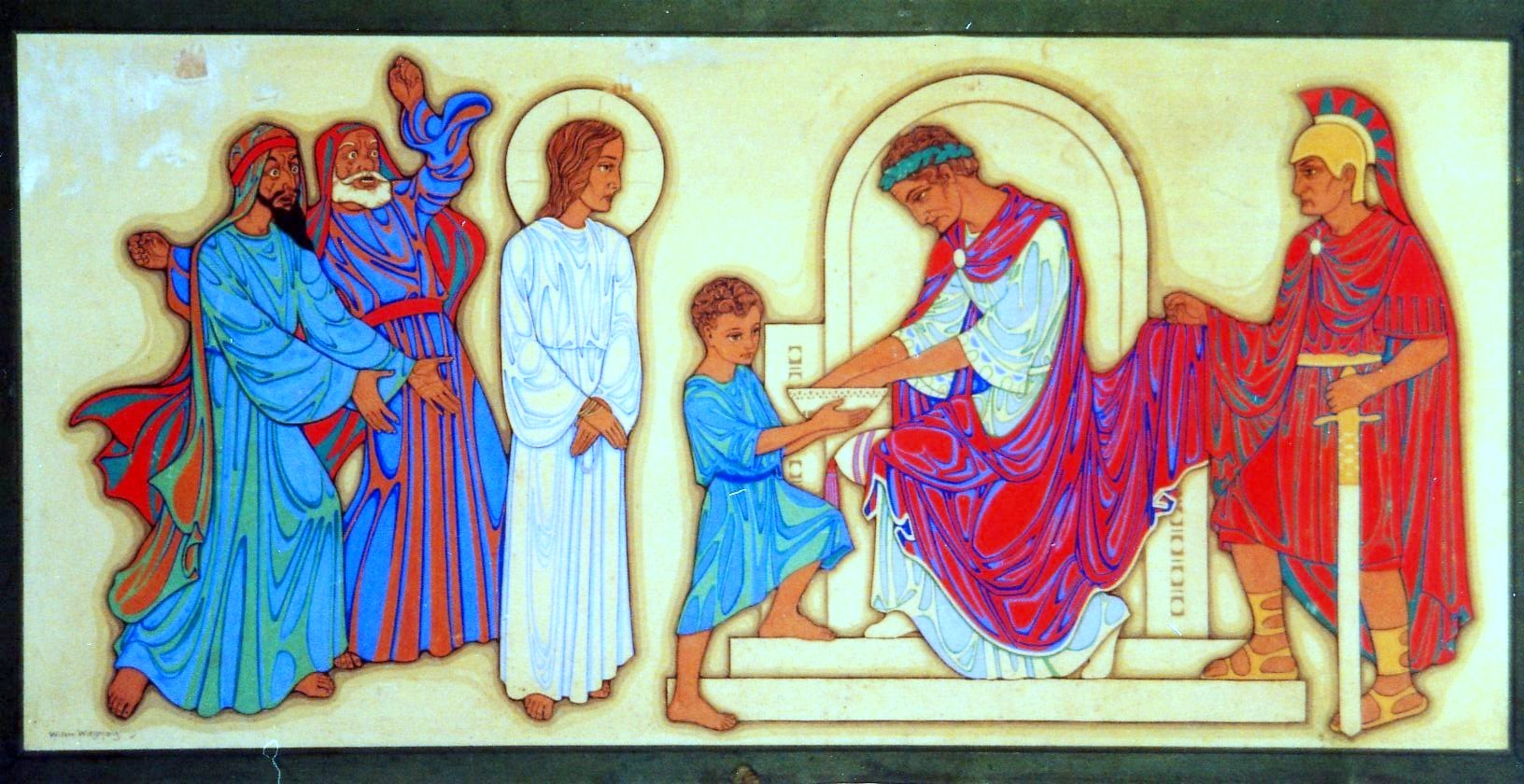
Kruiswegstaties R.K.Kerk Doorwerth 1936, eerste statie

  - St.Aloysiuskerk Utrecht 1926, 1927, 1937
  - Franciscanerklooster Nieuwe Niedorp 1941
  - St.Jozefkerk Zeist 1942
  - Peek&Cloppenburg Den Haag 1931
  - particulier, ca. 1935 en 1938
  - Muurschilderingen, Kruiswegstaties:
  - Klooster Brakkenstein 1920
  - Veronicastichting Haarlem 1921
  - St.Aloysiuskerk Utrecht 1922, 1928 1929, 1930
  - St.Jozefkerk Hillegom 1925, 1928,1930, 1931
  - St. Theresiakerk Maarn 1928, 1929, 1930, 1931, 1932
  - St. Petrus'Banden-kerk Rijsenburg 1929, 1930
  - Kerk te Boxmeer 1930
  - St.Jozefkerk Nijmegen 1933
  - O.L. Vrouw van Lourdeskerk Doorwerth 1937, 1938

- Beeldhouwwerken, reliëfs:
  - St.Aloysiuskerk Utrecht 1922, 1926
  - St. Jozefkerk Hillegom 1927, 1928
  - Abdij Marienkroon Nieuwkuijk 1938
  - diverse bestemmingen: vele beeldjes, kandelaars, wijwaterbakjes,
  - kinderkopjes e.d.

- Mozaïekwerk:
  - St. Aloysiuskerk Utrecht 1932

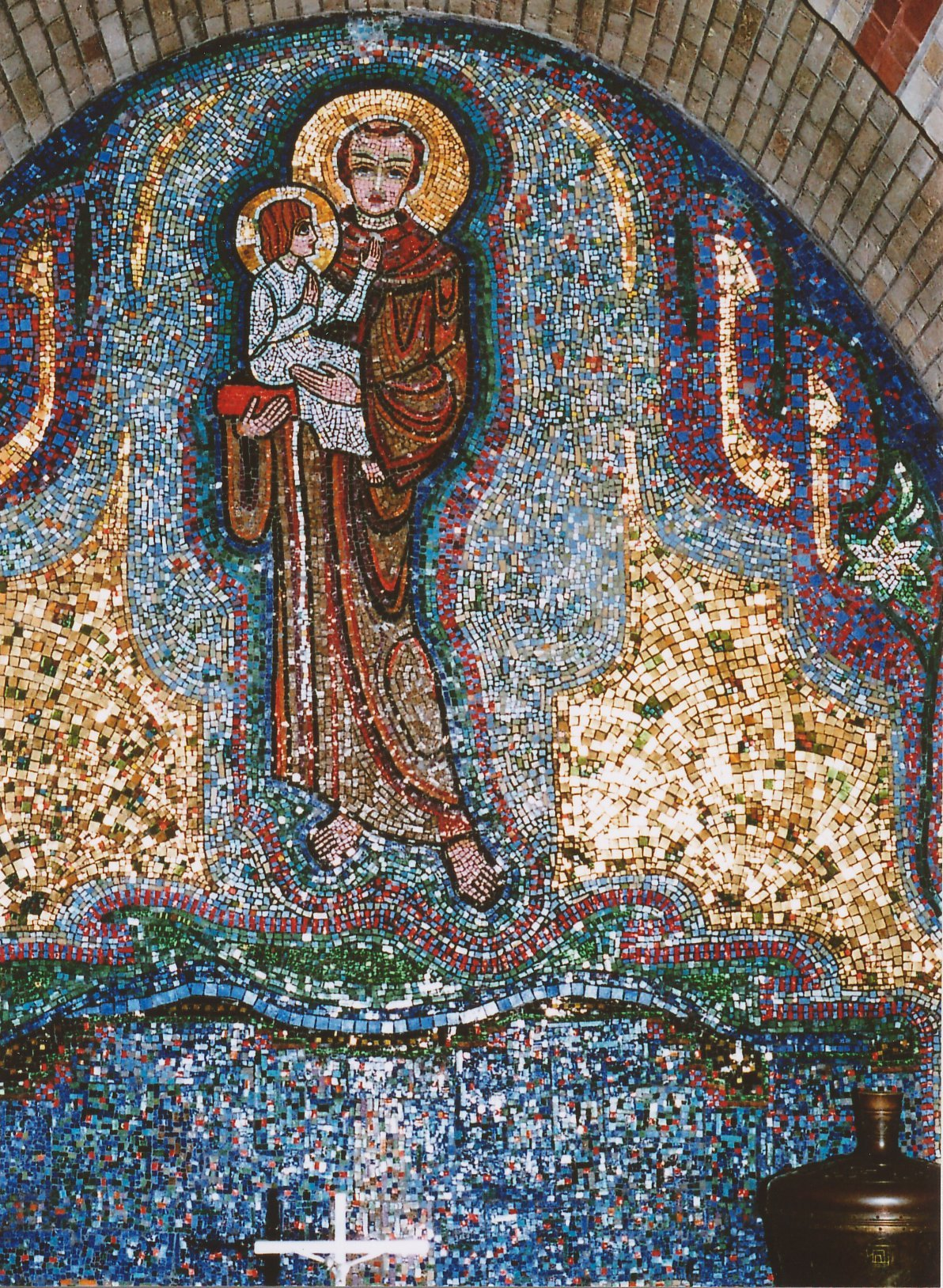
Mozaïekwand in Antoniuskapel in de St.Aloysiuskerk Utrecht, 1932

  - R.K.Kerkhof Rijsenburg : grafsteen 1941
  - particulier : enkele wandversieringen 1931
- Kunstnaaldwerk:
  - vakbond Haarlem vaandel 1922
  - Kerk in Apeldoorn vaandel Stille Omgang 1926
  - St.Augustinuskerk Utrecht vaandel 1926
  - St.Aloysiuskerk Utrecht paramenten/vaandel
  - St.Petrus'banden Rijsenburg paramenten 1936
  - kapelaan/pastoor Wim Jongerius alle paramenten
  - voor verscheidene priesters: paramenten
  - grote wandkleden voor div. bestemmingen
- Edelsmeedwerk en andere technieken:
  - Diverse miskelken, onder anderen voor pater Jos Jongerius (v. Lavigerie).
  - metalen (koper, brons) sierwerken aan altaren, communiebanken,
  - doopvonten, tabernakels e.d. onder andere St.Aloysiuskerk Utrecht en St.
  - Jozefkerk Hillegom.

- Boekillustraties, prentkunst:
  - Boek 'Mieke' uitg. Bruna 1923

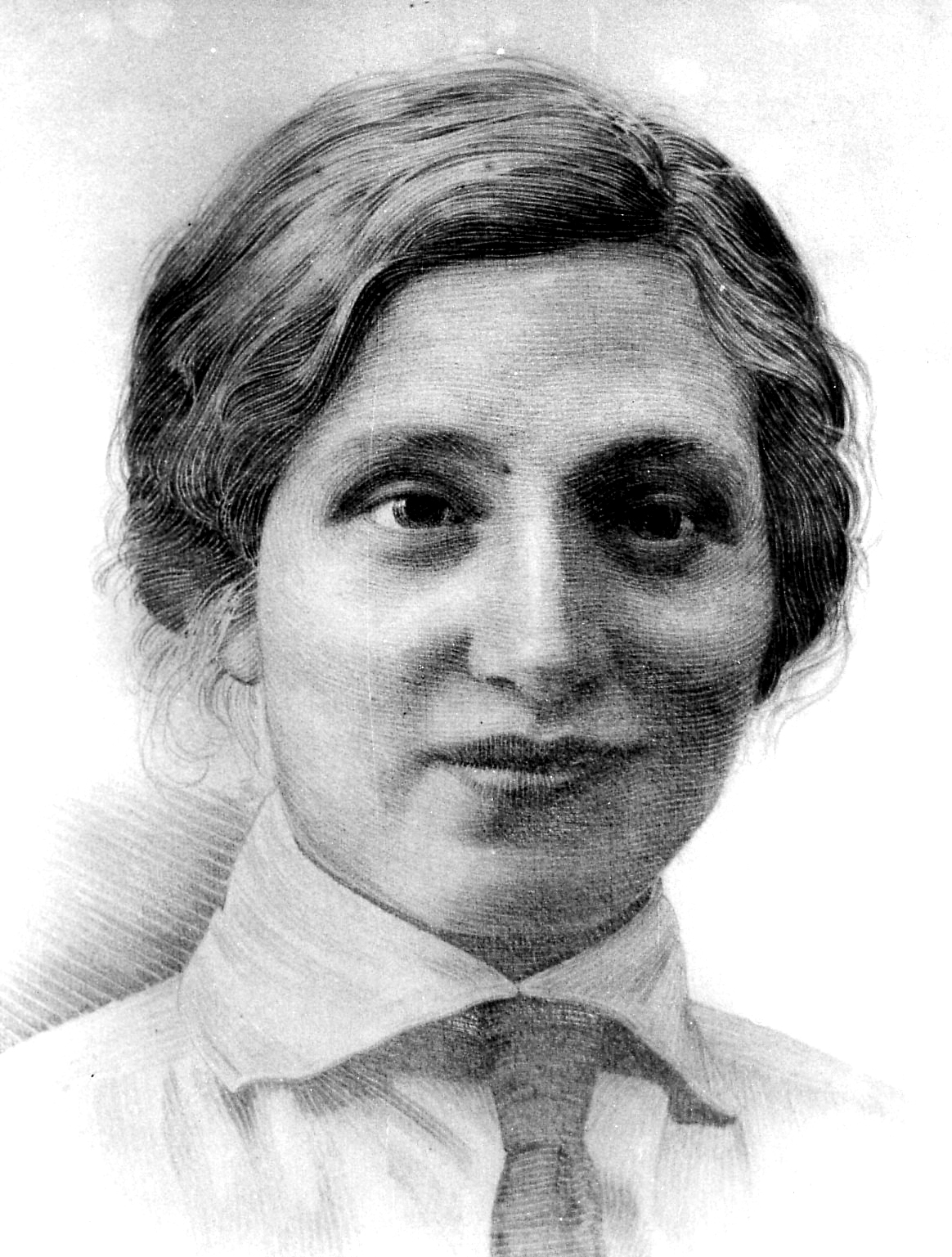
Anna Maria Wiegmans-Jonkers (1896-1928), echtgenote van Willem Wiegmans. Portret 1927

  - Jongensboekenserie Uitgeverij Gregoriushuis Utrecht 1926-'27-'28.
  - zeer veel oorkonden, prenten en z.g. bidprentjes bij 1ste Communie, vormsel, priester-
  - wijding, eeuwige professie, huwelijk, begrafenis enz.
- Portretten, getekend en geschilderd:
  - 'Hoogwaardigheidsbekleders' van orde v. Franciscanen 1917,
  - Algemeen Overste van zusters van JMJ 19..?,
  - getekende portretten van paters van Nieuwe-Niedorp 1940,
  - 10-tallen getekende en geschilderde portretten van volwassenen en kinderen,
  - Levensgroot geschilderde gezinsleden van Jan Jongerius Utrecht.
- Natuur en landschap:
  - Talloze schilderingen (in olieverf, aquarel), tekeningen (in potlood en krijt), linoleumsneden, beeldjes e.a.

Dit overzicht is verre van compleet. Een groot gedeelte van deze werken is - aan de hand van foto's of van de ontwerpen of voorstudies er van - vastgelegd op een cd en in het album "Afbeeldingenbestanden".
In 1998 werd het, voornamelijk, religieuze oeuvre van Willem Wiegmans opgenomen in de collectie van de Stichting Schone Kunsten rond 1900, welke haar zetel heeft in het Drents Museum in Assen.

## Idealen en inspiratiebronnen
Van 1913 tot en met 1921, met enkele onderbrekingen, ontving Wiegmans zijn opleiding aan de Rijksacademie in Amsterdam, waar hij colleges volgde van onder anderen A. Molkenboer, A.J. Derkinderen en R. Roland Holst. Onder hun leiding werd in de loop der cursusjaren bij Willem het ideaal versterkt om zich geheel te wijden aan de monumentale gemeenschapskunst.
Sinds zijn overgang tot het katholicisme waren de kerk en de katholieke eredienst voor Willem Wiegmans de inspiratiebronnen voor wat hij als zijn belangrijkste taak voelde: zijn kunstenaarstalent gebruiken tot meerdere eer van God en in dienst van de Kerk. Zo ondersteunde zijn studie direct zijn religieuze idealen. Het katholicisme bleek een bron van inspiratie: de Bijbelverhalen, de evangeliën, de rituelen, de eredienst, de liturgie, de heiligenlevens, dit alles leverde hem veel ideeën en thema's op.
Daarnaast wilde Wiegmans de nodige indrukken opdoen in het buitenland en bezocht hij een aantal kloosters en kathedralen, onder andere in Frankrijk, waar - in zijn ogen - de kathedraal van Chartres het absolute hoogtepunt was, vooral vanwege de glas-in-loodramen. De middeleeuwse Abdij Maria Laach in de Eifel (Duitsland) trok eveneens zijn speciale belangstelling.
Ook de natuur in al haar facetten vormde voor Wiegmans een inspiratiebron. Hij observeerde, bestudeerde, tekende en fotografeerde alles wat hem boeide door vorm, kleur, beweging en andere eigenschappen, van microscopische organismen tot verre sterrenstelsels. Hij genoot niet alleen in eigen omgeving en in eigen land van natuur en landschap, maar evenzeer tijdens zijn buitenlandse reizen. Dan maakte hij wandelingen en trektochten, waarbij vooral het Duitse Harzgebergte favoriet was.
Klassieke muziek en dan vooral van J.S. Bach met zijn contrapunt, thema's, fuga's, oratoria vormde een inspiratiebron voor zijn ornamenten en ontwerpen, voor harmonieuze kleurencombinaties en voor ideeën bij nieuwe opdrachten.
Na zijn academiejaren heeft Willem Wiegmans vriendschappelijke contacten onderhouden met drie leraren: Molkenboer, Derkinderen en Roland Holst. Door hun inbreng en onder invloed van de stromingen van die tijd (onder andere de Nieuwe Kunst) is Willem Wiegmans in zijn religieuze werk een toegewijd beoefenaar van het symbolisme geweest.

## Toekomstplannen
Ook het onder invloed van Derkinderen ontstane idee deze gemeenschapskunst op middeleeuwse wijze te beoefenen sprak hem aan en groeide in de daaropvolgende jaren uit tot een serieus plan. Hij legde contacten met een klooster in Noord-Brabant en maakte afspraken om binnen niet al te lange tijd daar enkele ateliers te beginnen. Vanwege zijn plotselinge overlijden op 49-jarige leeftijd is dit plan nooit verwezenlijkt.

## Kunst in theorie
Naast zijn veelzijdige praktische kunstbeoefening heeft Wiegmans zich ook met kunsttheorie beziggehouden, wat resulteerde in een zelfgeschreven en geïllustreerde kunstbeschouwing. Deze vormde de basis voor lezingen, die hij voor uiteenlopende gezelschappen heeft gehouden.

## Publicaties over Willem Wiegmans
- Staatsdrukkerij en –uitgeverij, Glas in lood in Nederland 1817 – 1968, ’s-Gravenhage 1989.
- J.J.Hey, Vernieuwing en Bezinning. Nederlandse Beeldende Kunst en Kunstnijverheid 1885 - 1935, Drents Museum, Assen.
- Leven en werk van Willem Wiegmans, door F.M. Wiegmans: ISBN 978-94-608-9700-9 / ISBN 9789460897009 of https://web.archive.org/web/20221215205716/https://www.boekscout.nl/shop2/boek.php?bid=1637
- Vereniging Vrienden Nieuwe Kunst 1900 over Willem Leendert Wiegmans: https://www.vvnk.nl/monografieen/wiegmans-willem-leendert-willem/